# اجایل پراپرتی
اجایل پراپرتی (انگلیسی: Agile Property) شرکت املاک چینی است، که در سال ۱۹۸۵ تأسیس شد.